# Timoteo de Ammón
Timoteo  de Ammón(en griego : Τιμόθεος Timótheos ) fue un comandante amonita-seléucida, gobernante de los territorios de Galaad y Amnón bajo el gobierno de Antíoco IV Epífanes, luchando contra las fuerzas macabeas en su campañas del 163 a.c, finalmente fue acorralado y posiblemente asesinado en Datema por Judas Macabeo.

## Biografía
No se sabe mucho de su biografía, algunas fuentes le dan de origen amonita, gobernando los territorios de Amnón y Galaad. Según Macabeos I los macabeos acabando de vencer a los generales Lisias
Gorgias en la Batalla de Bet Zur y Emaús, fueron pedidos en auxilio por parte de judíos que no estaban en Judea si no en sus alrededores por el casus de que los gentiles (así los llamaban a los vecinos de ellos) los atacaban a espada, asediados en Datema por Timoteo que contrató árabes como jinetes asiáticos, y utilizó esas fuerzas en una lucha local con los judíos de Amón y Galaad. 
Judas Macabeo entonces lanzó unas campañas contra estas fuerzas, venciendo en Amón gracias a sus buenas relaciones con los Nabateos, más tarde Timoteo fue vencido cerca de Nahal Rapon, obligando a Timoteo a huir a Gazara-Yazer donde quedaría asediado por las fuerzas macabeas, su hermano Apolafane y el general Quereas eran gobernantes de esta plaza, por lo que Timoteo estaría seguro por un tiempo, finalmente al quinto día los macabeos cansados de las blasfemias, lanzaron un ataque total contra la fortaleza, Timoteo sería degollado junto a su hermano y el general Quereas.